# Colin Todd
Colin Todd (Chester-le-Street, Inglaterra; 12 de diciembre de 1948) es un exfutbolista inglés que se desempeñaba como defensa central. 

## Clubes
| Club                | País       | Año         | Partidos | Goles |
| ------------------- | ---------- | ----------- | -------- | ----- |
| Sunderland          | Inglaterra | 1966 - 1971 | 173      | 3     |
| Derby County        | Inglaterra | 1971 - 1978 | 293      | 6     |
| Everton             | Inglaterra | 1978 - 1979 | 32       | 1     |
| Birmingham City     | Inglaterra | 1979 - 1982 | 93       | 0     |
| Nottingham Forest   | Inglaterra | 1982 - 1984 | 5        | 1     |
| Oxford United       | Inglaterra | 1984        | 12       | 0     |
| Vancouver Whitecaps | Canadá     | 1984        | 8        | 0     |
| Luton Town          | Inglaterra | 1984        | 2        | 0     |